# Choses secrètes
Pour plus de détails, voir Fiche technique et Distribution.
Choses secrètes est un film français réalisé par Jean-Claude Brisseau en 2002.

Avec Les Anges exterminateurs (2006) et À l'aventure (2009), il forme une trilogie consacrée à la sexualité féminine.

## Synopsis
L'histoire tourne autour de la découverte et l'exploitation des atouts féminins par deux jeunes femmes parisiennes.
Nathalie (Coralie Revel) est stripteaseuse dans un bar, ou Sandrine (Sabrina Seyvecou) est la barmaid. Les deux filles sont licenciées par le propriétaire du club, en raison du refus de Sandrine d'avoir des rapports sexuels payants avec la clientèle.
Une attirance purement intellectuelle rapproche très vite les deux femmes. Nathalie propose à Sandrine, elle-même en situation précaire, de partager momentanément son appartement. Nathalie enseigne Sandrine à s'explorer sexuellement seule pour, comme elle, ne devient pas dépendant d'hommes pour son propre plaisir. Au fur et à mesure de leurs échanges, elles en explorent et en viennent à considérer leurs sexualités comme une arme de suprématie voire de destruction de leurs conquêtes, s'involvent sexuellement l'une avec l'autre et se lancent dans des expérimentations de plus en plus éloignées de leurs sexualités, leurs personnalités et leurs aspirations profondes.
Elles finissent par être séduites, en tentant de le séduire, par Christophe, le patron de l'entreprise, réputé non accessible, bourreau des cœurs, tortionnaire psychique. L'histoire évolue peu à peu vers un parallèle avec le jeu infini d'Éros et Thanatos, Christophe se servant de l'amour de ses nombreuses conquêtes pour se jouer de la mort, vers laquelle il les entraîne par la torture mentale dès qu'il les sait envoûtées.
Mais l'histoire ne finit pas comme prévu par la légende, Nathalie et Sandrine finiront par trouver un équilibre sentimental, chacune de leur côté.

## Fiche technique
- Titre : Choses secrètes
- Production : Jean-François Geneix
- Scénario : Jean-Claude Brisseau
- Montage image, décors et costumes : María Luisa García
- Musique originale : Julien Civange
- Musique : Xavier Pirouselle
- Format : couleurs
- Durée : 115 minutes
- Date de sortie : 2002 en France
- Pays :  France
- Film interdit aux moins de 16 ans lors de sa sortie en salles

## Distribution
- Coralie Revel : Nathalie
- Sabrina Seyvecou : Sandrine
- Roger Miremont (crédité sous le nom de Roger Mirmont) : Delacroix
- Fabrice Deville : Christophe
- Blandine Bury : Charlotte
- Olivier Soler : Cadene
- Viviane Théophilidès : Mme Mercier
- Dorothée Picard : mère de Delacroix
- Pierre Gabaston : patron du bar
- María Luisa García comme Lisa Hérédia : mère de Sandrine
- Arnaud Goujon : manager personnel
- Liès Kidji : le jeune ladron
- Patricia Candido Trinca : employée au bureau
- Lydia Chopart : employée au bureau
- Michaël Couvreur : employé au bureau
- Boris Le Roy : employé au bureau
- Aude Breusse : employé au bureau
- Aurélien Geneix : homme dans la fête
- Alain Couesnon : videur 1
- Bruno Sx : videur 2
- Jean-Claude Brisseau (non crédité) : père de Sandrine
- Frédéric Marques (non crédité) : videur 3

## Autour du film
- Premier long métrage pour Sabrina Seyvecou
- En 2001, Noémie Kocher et une autre actrice, qui avaient fait des essais pour les rôles principaux du film, portent plainte contre Jean-Claude Brisseau pour harcèlement sexuel. Il est condamné par le tribunal correctionnel de Paris le 15 décembre 2005 à un an de prison avec sursis et à 15 000 € d'amende[1],[2] Le cinéaste tourne le film Les Anges exterminateurs pour donner sa version des faits.